# ليونارد بلتيير
ليونارد بلتيير (من مواليد 12 سبتمبر ايلول 1944) هو ناشط أمريكي من السكان الأصليين وعضو في الحركة الهندية الأمريكية (AIM) الذي أدين بعد محاكمة مثيرة للجدل بتهمتي قتل من الدرجة الأولى في وفاة اثنين من المكتب الفيدرالي وكلاء التحقيق (FBI) في 26 يونيو حزيران 1975 ، أطلقوا النار على محمية باين ريدج الهندية في ساوث داكوتا. حُكم عليه بالسجن لفترتين متتاليتين من السجن المؤبد وسجن منذ عام 1977 ( 47 سنوات و11 شهور حاليًا ). أصبح بلتيير مؤهلاً للإفراج المشروط في عام 1993. اعتبارًا من 2022 ، بلتيير مسجون في سجن الولايات المتحدة ، كولمان في فلوريدا .
في مذكراته عام 1999 ، كتابات السجن: حياتي هي رقصتي الشمسية ، اعترف بلتيير بالمشاركة في تبادل إطلاق النار لكنه قال إنه لم يقتل عملاء مكتب التحقيقات الفيدرالي. قام مراقبو حقوق الإنسان ، مثل منظمة العفو الدولية ، وشخصيات سياسية ، بما في ذلك نيلسون مانديلا ، والأم تيريزا ، والدالاي لاما الرابع عشر ، بحملات من أجل العفو عن بلتيير. في 18 يناير 2017 ، أُعلن أن الرئيس باراك أوباما رفض طلب بلتيير بالعفو .
في وقت تبادل إطلاق النار ، كان بلتيير عضواً نشطاً في الحركة الهندية الأمريكية، وهي مجموعة مناصرة لحقوق السكان الأصليين تعمل على مكافحة العنصرية ووحشية الشرطة التي عانى منها الهنود الأمريكيون. ترشح بلتيير لمنصب رئيس الولايات المتحدة في عام 2004 ، وفاز بترشيح حزب السلام والحرية ، وحصل على 27607 أصوات ، اقتصرت على الاقتراع في كاليفورنيا. ترشح لمنصب نائب رئيس الولايات المتحدة في عام 2020 على بطاقة حزب الاشتراكية والتحرير مع غلوريا لا ريفا كمرشحة رئاسية ، وكذلك على تذاكر أحزاب يسارية أخرى وعلى بطاقة اقتراع حزب السلام والحرية. لأسباب صحية ، انسحب بلتيير من تلك التذاكر في 1 أغسطس 2020.

## النشأة والتعليم
ولدت بلتيير في 12 سبتمبر ايلول 1944 ،  في محمية ترتل ماونتن الهندية في جبل ترتل ماونتين شيبيوا بالقرب من بلكورت ، داكوتا الشمالية ، في عائلة مكونة من 13 طفلاً. طلق والدا بلتيير عندما كان في الرابعة من عمره. عاش ليونارد وشقيقته بيتي آن مع جده وسجدته من الأب أليكس وماري دوبوا بلتيير في محمية Turtle Mountain Indian. في سبتمبر 1953 ، في سن التاسعة ، التحق ليونارد بمدرسة واهبتون الهندية في واهبتون، داكوتا الشمالية ، وهي مدرسة داخلية هندية يديرها مكتب الشؤون الهندية (BIA). بقي ليونارد150 ميل (240 كـم) بعيدًا عن منزله في مدرسة وابتون الهندية حتى الصف التاسع ؛ أجبرت المدرسة على الاندماج في الثقافة الأمريكية البيضاء من خلال مطالبة الأطفال باستخدام اللغة الإنجليزية وحظر إدراج الثقافة الأمريكية الأصلية. تخرج من في مايو أيار 1957 ، والتحق بمدرسة فلانديرو الهندية في فلانديرو، داكوتا الجنوبية . بعد الانتهاء من الصف التاسع ، عاد إلى محمية جبل السلاحف ليعيش مع والده. حصل بلتيير لاحقًا على درجة معادلة عامة (GED).

## عمله ونشاطه
في عام 1965 ، انتقل بلتيير إلى سياتل ، واشنطن . عمل بلتيير عامل لحام وعامل بناء وكمالك مشارك لمتجر سيارات في سياتلعندما كان في العشرينات من عمره. استخدم الملاك المشاركون المستوى العلوي من المبنى كمكان للتوقف للاستراحة ، أو منزل في منتصف الطريق ، للهنود الأمريكيين الذين يعانون من مشاكل إدمان الكحول أو أنهوا مؤخراً عقوباتهم بالسجن وعادوا إلى المجتمع. ومع ذلك ، فقد تسبب المنزل الذي يقع في منتصف الطريق في خسائر مادية للمحل ، لذا قاموا بإغلاقه.
في سياتل ، انخرط بلتيير في مجموعة متنوعة من القضايا التي تناصر الحقوق المدنية للأمريكيين الأصليين. في أوائل السبعينيات ، علم بالتوترات الفئوية في محمية باين ريدج الهندية في ساوث داكوتا بين مؤيدي ريتشارد ويلسون ، رئيس القبيلة المنتخب في عام 1972 ، والأعضاء التقليديين من قبيلة لاكوتا. كان دينيس بانكس هو أول من دعا ليونارد بلتيير للانضمام إلى الحركة الهندية الأمريكية. ونتيجة لذلك ، أصبح بلتيير عضوًا رسميًا في الحركة الهندية الأمريكية (AIM) في عام 1972 ، والتي أسسها الهنود الحضريون في مينيابوليس في عام 1968 ، في وقت تصاعد فيه النشاط الهندي من أجل الحقوق المدنية.
أنشأ ويلسون ميليشيا خاصة ، تُعرف باسم حراس أمة اوغالا ، اشتهر أعضاؤها بمهاجمة المعارضين السياسيين. ساهمت الاحتجاجات على جلسة استماع فاشلة لعزل ويلسون في استيلاء الحركة الهندية الأمريكية و لاكوت المسلح على معلم تاريخي في المحمية في فبراير شباط 1973. ردت القوات الفيدرالية ، وشنت حصارًا لمدة 71 يومًا ، والذي أصبح معروفًا باسم حادثة الركبة الجريحة . طالبوا باستقالة ويلسون. أمضى بلتيير ، مع ذلك ، معظم فترة الاحتلال في سجن ميلووكي بولاية ويسكونسن بتهمة محاولة القتل المتعلقة باحتجاج مختلف. عندما حصل بلتيير على الكفالة في نهاية أبريل ، شارك في احتجاج الحركة الهندية الأمريكيةخارج المبنى الفيدرالي في ميلووكي وكان في طريقه إلىالمعلم التاريخي مع المجموعة لتسليم الإمدادات عندما انتهى الحادث.
في عام 1975 ، سافر بلتيير كعضو في الحركة الهندية الأمريكيةإلى محمية باين ريدج الهندية للمساعدة في الحد من العنف بين المعارضين السياسيين. في ذلك الوقت ، كان هارباً ، وصدرت مذكرة توقيف في ميلووكي ، ويسكونسن. وجهت إليه تهمة الهروب غير القانوني لتجنب الملاحقة القضائية لمحاولة قتل ضابط شرطة في ميلووكي خارج الخدمة. (تمت تبرئته من تهمة الشروع في القتل في فبراير 1978. ) 
خلال هذه الفترة ، اصبح بلتيير اباً لسبعة أطفال من زواجين وتبنى طفلين.

## تبادل لاطلاق النار في باين ريدج
في 26 يونيو 1975 ، كان الوكلاء الخاصون رونالد آرثر ويليامز  وجاك روس كولر  من مكتب التحقيقات الفيدرالي (FBI) في محمية باين ريدج الهندية بحثًا عن شاب يدعى جيمي إيجل ، الذي كان مطلوبًا من أجله. الاستجواب فيما يتعلق بالاعتداء والسرقة الأخيرة لمزارع محليين. كان إيجل قد تورط في مشاجرة جسدية مع صديق ، سرق خلالها زوجًا من أحذية رعاة البقر الجلدية. في حوالي الساعة 11:50 أنا ويليامز وكولر ، يقودان سيارتين منفصلتين لا تحملان أي علامات ، رصدت وأبلغت وتابعت شاحنة بيك آب حمراء تطابق وصف إيجل.
بعد وقت قصير من تقريره الأولي ، أجرى ويليامز اتصالاً لاسلكيًا بإحدى المحطات المحلية مفاده أنه هو وكولر تعرضا لإطلاق النار من ركاب السيارة. وقال وليامز على الراديو إنهم سيقتلون إذا لم تصل التعزيزات. ثم أذاع بعد ذلك أنهما قتلا بالرصاص. كان العميل الخاص لمكتب التحقيقات الفدرالي غاري آدامز أول من استجاب لنداء ويليامز للمساعدة ، وتعرض أيضًا لإطلاق النار ؛ لم يتمكن آدامز من الوصول إلى كولر وويليامز في الوقت المناسب ، وتوفي كلا العميلين خلال الدقائق العشر الأولى من إطلاق النار. حوالي الساعة 4:25 مساءً ، انتشلت السلطات جثتي ويليامز وكولر من سياراتهما. أطلق نورمان تشارلز النار على العملاء ببندقية بريطانية مسروقة من طراز 308. يُزعم أن بلتيير كان يحمل بندقية من طراز AR-15. أطلق العميلان ما مجموعه خمس طلقات: اثنتان من مسدس ويليامز ، وطلقة واحدة من مسدس كولر ، وطلقة واحدة من بندقية كولر ، وطلقة واحدة من بندقية كولر.
أفاد مكتب التحقيقات الفيدرالي أن ويليامز قد أصيب بجرح دفاعي في يده اليمنى (أثناء محاولته حماية وجهه) من رصاصة مرت من يده في رأسه. أصيب ويليامز بعيارين ناريين في جسده وقدميه قبل أن أطلق الرصاص عليه من جهة الاتصال التي قتله. أصيب كولر ، الذي كان عاجزًا من جروح سابقة بطلقات نارية ، برصاصتين في رأسه. في المجموع ، تم العثور على 125 ثقوبًا في سيارات العملاء ، والعديد منها من بندقية ريمنجتون AR-15. وزُعم أن الرماة قاموا بتفكيك سيارة ويليامز وسرقوا أربع بنادق تخص العملاء. يُزعم أن داريل بتلر أخذ مسدس ويليامز ، وأخذ بلتيير مسدس كولر ، وأخذ روبيدو بندقيتي كولر الطويلتين: بندقية 308 وبندقية. تم رفض القضية المرفوعة ضد الرجل الذي كان العملاء يلاحقونهم (جيمي إيجل) لعدم كفاية الأدلة.

### ما بعد الحدث
تم القبض على ما لا يقل عن ثلاثة رجال فيما يتعلق بإطلاق النار: بيلتيير ، روبرت روبيدو ، وداريل "دينو" بتلر ، وجميعهم أعضاء في AIM كانوا حاضرين في مجمع Jumping Bull وقت إطلاق النار.
قدم ليونارد بلتيير العديد من الأعذار للعديد من الأشخاص حول أنشطته في صباح يوم الهجمات. في مقابلة مع المؤلف بيتير ماتهيسين( In the Spirit of Crazy Horse ، 1983) ، وصف بلتيير العمل على سيارة في اوغالا، مدعياً أنه عاد إلى مجمع Jumping Bull قبل حوالي ساعة من بدء إطلاق النار. في مقابلة معلي هيل ، وصف كيف استيقظ في مدينة الخيام في المزرعة على صوت طلقات نارية. إلى Harvey Arden ، من أجل Prison Writings ، وصف الاستمتاع بصباح جميل قبل أن يسمع صوت إطلاق النار.
في 9 سبتمبر ايلول 1975 ، اشترى بلتيير عربة ستيشن واغن. في اليوم التالي ، أصيب روبيدو ، عضو AIM ،  نورمان تشارلز ومايكل أندرسون في انفجار عرضي للذخيرة من عربة محطة بلتيير على كنساس تورنبايك بالقرب من ويتشيتا . تم العثور على بندقية العميل كولر .308 وبندقية AR-15 في السيارة المحترقة. أرسل مكتب التحقيقات الفيدرالي (FBI) وصفًا لمركبة ترفيهية (RV) وعربة محطة بليموث اشترتها مؤخرًا بلتيير إلى سلطات إنفاذ القانون أثناء مطاردة المشتبه بهم. أوقف أحد أفراد شرطة ولاية أوريغون العربة الجوالة ، لكن السائق ، الذي اكتشف لاحقًا أنه بلتيير ، هرب سيرًا على الأقدام بعد تبادل لإطلاق النار. تم اكتشاف بصمة إبهام بلتيير ومسدس العميل كولر تحت المقعد الأمامي لـ RV.

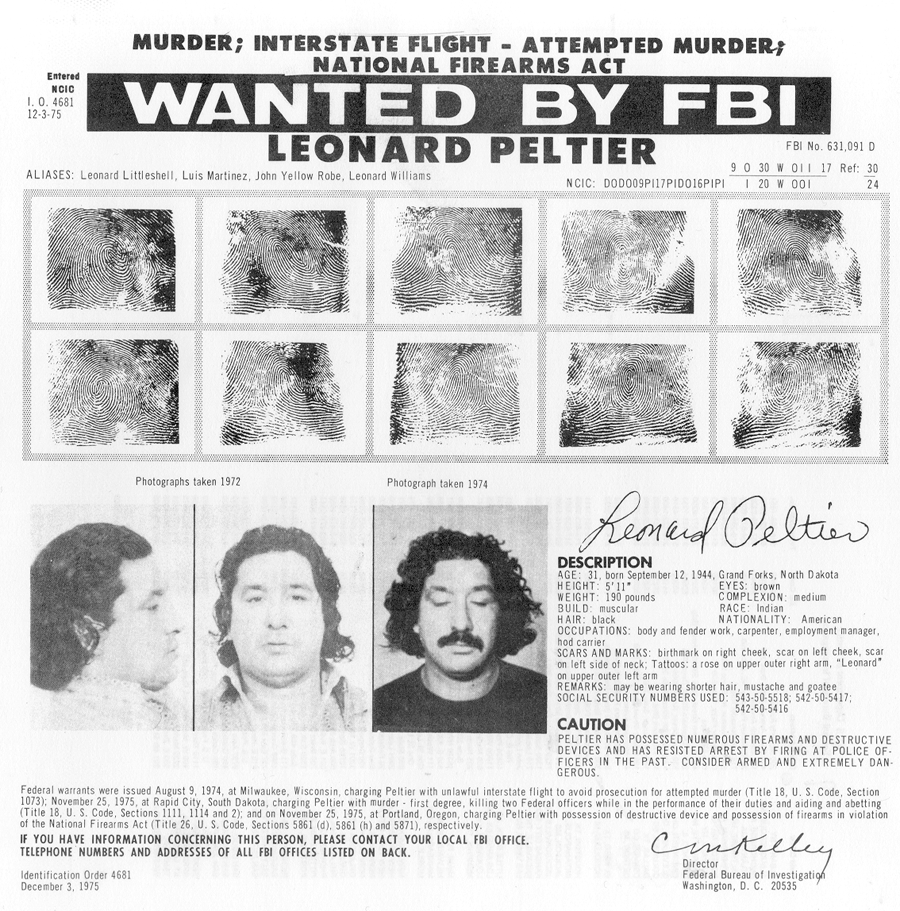
ملصق مطلوب لمكتب التحقيقات الفدرالي ليونارد بلتيير

## المحاكمة
في 22 ديسمبر 1975 ، تم اختيار بلتيير في قائمة FBI العشرة المطلوبين الهاربين . في 6 فبراير 1976 ، ألقي القبض على بلتيير مع فرانك بلاكهورس ، من قبل شرطة الخيالة الكندية الملكية في هينتون ، ألبرتا ، كندا  في محمية سمول بويز / مخيم سمول بوي ، وتم نقلهم إلى كالجاري ، ألبرتا ونقلهم إلى مزرعة سجن أوكالا في فانكوفر ، كولومبيا البريطانية .
في ديسمبر 1976 ، تم ترحيل بلتيير من كندا بناءً على وثائق قدمها مكتب التحقيقات الفيدرالي. صرح وارن ألماند ، النائب العام الكندي في ذلك الوقت ، لاحقًا أن هذه الوثائق تحتوي على معلومات خاطئة. (تم تسليم بلاك هورس أيضًا إلى الولايات المتحدة ، ولكن تم إسقاط التهم الموجهة إليه المتعلقة بتبادل إطلاق النار في الحجز. )  إحدى الوثائق التي تم الاعتماد عليها في تسليم بيلتيير كانت شهادة خطية موقعة من ميرتل بور بير ، وهي امرأة أمريكية من السكان الأصليين في المنطقة القريبة من محمية باين ريدج. بينما ذكرت بوور بير أنها كانت صديقة بلتيير خلال ذلك الوقت وشاهدت عمليات القتل ، قال بلتيير وآخرون في مكان الحادث إن بوور بير لم يعرف بلتيير ولم يكن موجودًا أثناء جرائم القتل. اعترفت بوور بير لاحقًا بالكذب على مكتب التحقيقات الفيدرالي ، لكنها قالت إن العملاء الذين أجروا مقابلة معها أجبروها على تقديم الادعاءات. عندما حاولت بور بير الإدلاء بشهادتها ضد مكتب التحقيقات الفيدرالي ، منع القاضي من الإدلاء بشهادتها بسبب عدم الكفاءة العقلية.
قاتل بلتيير تسليم المجرمين إلى الولايات المتحدة. تمت تبرئة روبيدو وبتلر بدعوى الدفاع عن النفس من قبل هيئة محلفين فيدرالية في سيدار رابيدز ، أيوا . عاد بلتيير بعد فوات الأوان لمحاكمته مع روبيدو وبتلر ، وحوكم بعد ذلك بشكل منفصل.
عُقدت محاكمة بلتيير في فارجو ، داكوتا الشمالية ، حيث أدانته هيئة محلفين بقتل كولر وويليامز. على عكس الشهادة في محاكمة بتلر وروبيدو ، أُبلغت هيئة المحلفين أن عميلين من مكتب التحقيقات الفيدرالي قُتلا بطلقات من مسافة قريبة في رأسيهما ، عندما كانا بالفعل أعزل بسبب إصابات بطلقات نارية سابقة. وبالتالي ، لم يستطع بلتيير تقديم شهادة دفاع عن النفس ربما أدت إلى حكم بالبراءة. كما عُرضت على هيئة المحلفين تشريح الجثة وصور مسرح الجريمة للعميلين ، والتي لم يتم عرضها على هيئة المحلفين في سيدار رابيدز. في أبريل 1977 ، أُدين بلتيير وحُكم عليه بعقوبتين متتاليتين مدى الحياة.

### التناقضات في قضية الادعاء
أثيرت شكوك عديدة حول ذنب بلتيير وعدالة محاكمته ، بناءً على مزاعم وتناقضات في مكتب التحقيقات الفيدرالي ومعالجة الادعاء للقضية. تراجع العديد من الشهود الرئيسيين في المحاكمة الأولية عن أقوالهم وذكروا أنهم انتُزعوا تحت الإكراه على يد مكتب التحقيقات الفيدرالي.  مُنح شاهد واحد على الأقل حصانة من المحاكمة مقابل الشهادة ضد بلتيير.

#### أقوال الشهود التي سُحبت
أدين بلتيير في عام 1977 إلى حد كبير على أساس الأدلة التي قدمتها ثلاث شهادات خطية ، وكلها موقعة من قبل ميرتل بور بير ، والتي وضعته في مكان تبادل إطلاق النار وزعمت أن بلتيير خطط لجرائمه. ادعت Poor Bear أنها صديقة بلتيير في ذلك الوقت ، لكنها اعترفت لاحقًا بأنها لم تعرفه شخصيًا أبدًا. علاوة على ذلك ، كان من المعروف أن بوور بير غير مستقر عقليًا. تم تأكيد ذلك عندما اعتبر مكتب التحقيقات الفيدرالي أنها غير مؤهلة للإدلاء بشهادتها في المحكمة. لكن شهادتها ، كما وردت في إفاداتها السابقة ، ظلت جزءًا رئيسيًا من قضية الادعاء ضد بلتيير. كما أن شاهدين آخرين استُخدمت شهادتهما لوضع بلتيير في مسرح الجريمة ، تراجعوا أيضًا في وقت لاحق. زعموا أن مكتب التحقيقات الفيدرالي قد أكرههم وهددهم بربطهم بالكراسي ، وحرمانهم من حقهم في التحدث إلى محاميهم ، وبخلاف ذلك تخويفهم.

#### التناقضات في الأدلة المادية
أشارت اعتراضات راديو مكتب التحقيقات الفيدرالي إلى أن عميلين من مكتب التحقيقات الفيدرالي ويليامز وكولر قد دخلوا إلى محمية باين ريدج في مطاردة لص مشتبه به في شاحنة بيك آب حمراء. أكد مكتب التحقيقات الفيدرالي هذا الادعاء في اليوم التالي لإطلاق النار ، لكن الشاحنات الصغيرة الحمراء بالقرب من المحمية توقفت لأسابيع ، ولم يقود ليونارد بلتيير شاحنة بيك آب حمراء. تم تقديم الدليل على أن بلتيير كان يقود سيارة شيفروليه سوبربان ؛ مركبة رياضية كبيرة الحجم على غرار السيارة الرياضية متعددة الأغراض مبنية على شاسيه شاحنة صغيرة ، مع قسم خلفي مغلق. كانت سيارة بيلتيير برتقالية اللون وسقفها أبيض - وليست شاحنة بيك آب حمراء مفتوحة السرير بدون طلاء أبيض.
في محاكمة بلتيير ، غير مكتب التحقيقات الفيدرالي تصريحاتهم السابقة بأنهم كانوا يبحثون عن شاحنة بيك آب حمراء ، وبدلاً من ذلك قالوا إنهم كانوا يبحثون عن شاحنة برتقالية وبيضاء ، مماثلة لتلك التي قادها بيلتيير. كان هذا البيان المتناقض من قبل مكتب التحقيقات الفيدرالي مسألة مثيرة للجدل إلى حد كبير من الأدلة في المحاكمات.
على الرغم من أن تحقيق مكتب التحقيقات الفيدرالي أشار إلى استخدام AR-15 لقتل العملاء ، إلا أن عدة طائرات AR-15 مختلفة كانت في المنطقة وقت إطلاق النار. كذلك ، لم يعرض مكتب المدعي العام أي قضايا خرطوشة أخرى أو أدلة بشأنها ، على الرغم من إطلاق رصاصات أخرى على مسرح الجريمة. خلال المحاكمة ، تم تقديم جميع الرصاصات وشظايا الرصاص التي تم العثور عليها في مكان الحادث كدليل وتم تفصيلها بواسطة Cortland Cunningham ، خبير FBI Firearms ، في شهادته (Ref US v. ليونارد بلتيير ، المجلد 9). بعد سنوات،[صف بدقة] طلبًا بموجب قانون حرية المعلومات دفع إلى إجراء فحص آخر لتقرير المقذوفات الخاص بمكتب التحقيقات الفيدرالي المستخدم لإدانة بلتيير. قام خبير محايد بتقييم دبوس الإطلاق المرتبط بالبندقية التي أطلقت النار على ويليامز وكولر وخلص إلى أن علبة الخرطوشة من موقع الجريمة لم تأت من البندقية المربوطة ببيلتيير. هذا الدليل ينفي جانبًا رئيسيًا من جوانب قضية الادعاء ضد بلتيير. لم تسمح المحكمة للدفاع بتزويد هيئة محلفين فارجو بمعلومات حول قضايا أخرى تم فيها توبيخ مكتب التحقيقات الفيدرالي للتلاعب بالأدلة والشهود. في بعض الملاحقات القضائية المماثلة ضد قادة AIM في ذلك الوقت ، قدم محامو الدفاع مثل هذه الأدلة إلى هيئة المحلفين. 

### 1979 الهروب من السجن
بدأ بلتيير يقضي عقوبته في عام 1977. في 20 يوليو 1979 ، هرب هو واثنان من السجناء الآخرين من مؤسسة الإصلاح الفيدرالية ، لومبوك . قُتل أحد السجناء برصاص أحد الحراس خارج السجن وتم القبض على الآخر بعد 90 دقيقة ، أي ما يقرب من 1 ميل (1.6 كـم) . ظل بلتيير طليقًا حتى تم القبض عليه من قبل فريق بحث بعد ثلاثة أيام بالقرب من سانتا ماريا ، كاليفورنيا ، بعد أن نبه مزارع السلطات إلى أن بيلتيير ، المسلح ببندقية Ruger Mini-14 ، قد استهلك بعض محاصيله وسرق حذائه ومحفظة ، ومفتاح الشاحنة الصغيرة. حاول بلتيير قيادة الشاحنة بعيدًا بسرعات عالية على الطريق المليء بالحصى ، مما أدى إلى كسر ناقل الحركة ، وبعد ذلك هرب مرة أخرى سيرًا على الأقدام. تم القبض على بلتيير في وقت لاحق دون وقوع حادث. بعد محاكمة استمرت ستة أسابيع في لوس أنجلوس أمام القاضي لورانس تي . جملته المؤبدة الموجودة مسبقًا.

## نداءات بالعفو عنه
أثارت إدانة بلتيير جدلًا كبيرًا وأثارت انتقادات من عدد من الشخصيات البارزة عبر مجموعة واسعة من التخصصات. في عام 1999 ، أكد بلتيير على شبكة سي إن إن أنه لم يرتكب جرائم القتل وأنه ليس لديه معرفة بمن أطلق النار على عملاء مكتب التحقيقات الفيدرالي ولا يعرف بتورط آخرين في الجريمة. وصف بلتيير نفسه بأنه سجين سياسي . تم تقديم العديد من الاستئنافات العامة والقانونية نيابة عنه ؛ ومع ذلك ، نظرًا للاعتراض المستمر من مكتب التحقيقات الفيدرالي ، لم يتم إصدار أي من الأحكام الناتجة لصالحه. نداءاته من أجل الرأفة تلقت دعمًا من دعاة الحقوق المدنية المشهورين عالميًا بما في ذلك نيلسون مانديلا ، رئيس الأساقفة ديزموند توتوو القس. جيسي جاكسون ، تنزين جياتسو ( الدالاي لاما الرابع عشر) ، الحائز على جائزة نوبل للسلام والناشط ريغوبيرتا مينشو ، والأم تيريزا . الكيانات الحكومية الدولية مثل مكتب المفوض السامي للأمم المتحدة لحقوق الإنسان ، وفريق الأمم المتحدة العامل المعني بالسكان الأصليين ، والبرلمان الأوروبي ،  والبرلمان البلجيكي ،  والبرلمان الإيطالي ، قد أصدرت جميعها قرارات لصالح من الرأفة بلتيير. علاوة على ذلك ، أطلقت العديد من مجموعات حقوق الإنسان ، بما في ذلك الاتحاد الدولي لحقوق الإنسان ومنظمة العفو الدولية ، حملات تدعو إلى العفو عن بلتيير. في الولايات المتحدة ، يعد كل من مركز كينيدي التذكاري لحقوق الإنسان ، ولجنة العلماء المعنيين ، ونقابة المحامين الوطنية ، ورابطة الحقوقيين الأمريكية ، من المؤيدين النشطين لرحمة بلتيير.

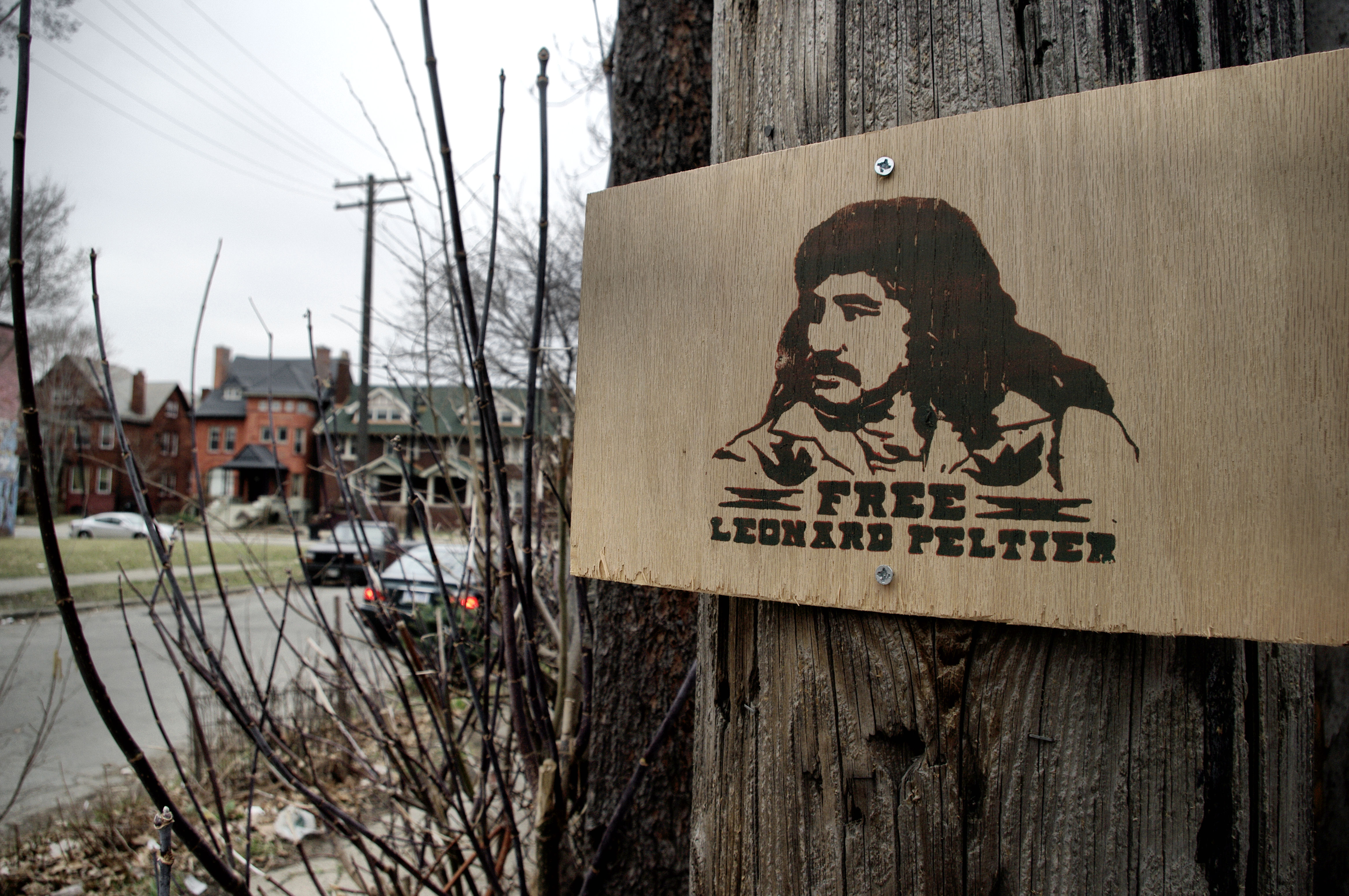
علامة ليونارد بلتيير الحرة ، مارس 2009

ضابط الشرطة الذي ألقى القبض على بلتيير مقتنع بأنه "تم تسليمه بشكل غير قانوني وأنه لم يحصل على محاكمة عادلة في الولايات المتحدة".
في 7 يونيو / حزيران 2022 ، أصدر الفريق العامل المعني بالاحتجاز التعسفي التابع لمجلس حقوق الإنسان التابع للأمم المتحدة تحليلاً من سبعة عشر صفحة لاحتجاز بلتيير ، مما يجعل الرأي القائل بأنه يتعارض مع "المواد 2 و 7 و 9 من الإعلان العالمي لحقوق الإنسان. والمواد 2 (1) و 9 و 26 من العهد الدولي الخاص بالحقوق المدنية والسياسية ، تعسفية وتقع ضمن الفئتين الثالثة والخامسة ". وحثت مجموعة العمل على إجراء "تحقيق كامل ومستقل" بشأن احتجازه وطالبت حكومة الولايات المتحدة بتصحيح وضعه "دون تأخير وجعله يتماشى مع المعايير الدولية ذات الصلة".

### الحرمان من العفو
في عام 1999 ، قدم بلتيير التماسًا للمثول أمام القضاء ، ولكن تم رفضه من قبل محكمة الدائرة العاشرة في 4 نوفمبر 2003. قرب نهاية إدارة كلينتون في عام 2001 ، بدأت الشائعات تنتشر بأن بيل كلينتون يفكر في منح بلتيير الرأفة . شن معارضو بلتيير حملة ضد العفو المحتمل ؛ واحتج حوالي 500 من عملاء مكتب التحقيقات الفيدرالي وعائلاتهم خارج البيت الأبيض ، وأرسل مدير مكتب التحقيقات الفيدرالي لويس فريه خطابًا يعارض فيه عفو بلتيير إلى البيت الأبيض. كلينتون لم يمنح بلتيير الرأفة. في عام 2002 ، رفع بلتيير دعوى قضائية تتعلق بالحقوق المدنية في محكمة مقاطعة كولومبيا الأمريكية ضد عملاء مكتب التحقيقات الفيدرالي ، ولويس فريه ، ومكتب التحقيقات الفيدرالي الذين شاركوا في الحملة ضد التماس العفو الذي قدمه ، زاعمًا أنهم "انخرطوا في محاكمة ممنهجة ومعاقب عليها رسميًا. حملة تضليل وتضليل ". في 22 مارس 2004 ، تم رفض الدعوى. في يناير 2009 ، رفض الرئيس جورج دبليو بوش التماس العفو الذي قدمه بلتيير قبل مغادرته منصبه.
في عام 2016، قدم محامي بلتيير طلب عفو إلى مكتب محامي العفو في البيت الأبيض، ونظم أنصاره حملة لإقناع الرئيس باراك أوباما بتخفيف عقوبة بلتييه، وهي حملة تضمنت استئنافا من البابا فرانسيس، وكذلك جيمس رينولدز، وهو محام كبير والمدعي العام الأمريكي السابق الذي أشرف على الادعاء ضد بلتيير في فترة الاستئناف التي أعقبت محاكمته الأولية. وفي رسالة إلى وزارة العدل في الولايات المتحدة، كتب رينولدز أن الرأفة "تصب في مصلحة العدالة في النظر في مجمل المسائل المعنية". في رسالة لاحقة إلى شيكاغو تريبيون ، أضاف رينولدز أن القضية المرفوعة ضد بلتيير "كانت قضية رقيقة للغاية من المحتمل ألا تؤيدها المحاكم اليوم. إنها مبالغة فادحة أن نوصف بلتييه بأنه "قاتل بدم بارد" على أساس الحد الأدنى من الأدلة التي نجت من الاستئناف في قضيته.
في 18 يناير كانون الثاني2017 ، قبل يومين من مغادرة الرئيس أوباما لمنصبه ، أعلن مكتب محامي العفو أن أوباما رفض طلب بلتيير بالعفو. في 8 يونيو 2018 ، ذكرت إذاعة KFGO في فارغو ، إن دي ، أن بلتيير قدم طلب عفو رسمي إلى الرئيس ترامب. حصلت KFGO على رسالة أرسلها محامي بلتييه إلى البيت الأبيض ونشرتها. في 6 فبراير 2023 ، قدم ليونارد بلتييه مرة أخرى التماسا للعفو

### الأسئلة المتبقية
في الفيلم الوثائقي Incident at Oglala (1992) ، قال الناشط في AIM روبرت روبيدو أن عملاء مكتب التحقيقات الفيدرالي قد تم إطلاق النار عليهم من قبل "السيد X". عندما تمت مقابلة بلتيير حول "السيد X" ، قال إنه يعرف من هو الرجل. قال دينو بتلر ، في مقابلة عام 1995 مع EK Caldwell من News From Indian Country ، إن "السيد X" كان من صنع أنصار بلتيير وتم تسميته بالقاتل في محاولة لإطلاق سراح بلتيير من السجن. في مقابلة عام 2001 مع News From Indian Country ، قالت بيرني لافرتي إنها شاهدت إشارة بلتيير إلى مقتله لأحد العملاء.

## التطورات اللاحقة

### 2002 افتتاحية حول وفيات العملاء وأكواش
في كانون الثاني (يناير) 2002 ، كتب الناشر Paul DeMain في صحيفة News from Indian Country افتتاحية أن "وفدًا لم يذكر اسمه" أخبره أن بلتيير قتل عملاء مكتب التحقيقات الفيدرالي. ووصف ديمين الوفد بأنه "أجداد وجدات ونشطاء في حركة الطيران المدني وناقلات أنابيب وغيرهم ممن حملوا عبئًا ثقيلًا غير صحي داخلهم مما أدى إلى خسائر فادحة". قال DeMain إنه قيل له أيضًا أن الدافع وراء القتل بأسلوب الإعدام للناشطة رفيعة المستوى في AIM آنا ماي أكواش في ديسمبر 1975 في باين ريدج "يُزعم أن ليونارد بلتيير أطلق النار على العميلين ، حيث أدين".
لم يتهم DeMain بلتيير بالمشاركة في مقتل Aquash. في عام 2003 ، تم توجيه لائحة اتهام إلى رجلين من الأمريكيين الأصليين وأدينا فيما بعد بارتكاب جريمة القتل.
في 1 مايو 2003 ، رفع بلتيير دعوى قضائية ضد DeMain بتهمة التشهير بسبب تصريحات مماثلة حول القضية نُشرت في 10 مارس 2003 ، في News from Indian Country . في 25 مايو 2004 ، سحب بلتيير الدعوى بعد أن قام هو وديمين بتسوية القضية. أصدر DeMain بيانًا قال فيه إنه لا يعتقد أن بلتيير قد حصل على محاكمة عادلة في إدانتي القتل ، ولا يعتقد أن بلتيير كان على صلة بوفاة أكواش. صرح DeMain أنه لم يتراجع عن مزاعمه بأن بلتيير كان مذنبا بقتل عملاء مكتب التحقيقات الفيدرالي وأن الدافع وراء مقتل أكواش هو الخوف من أنها قد تبلغ عن الناشط.

### لوائح اتهام ومحاكمات لقتل أكواش
في عام 2003 ، كانت هناك جلسات استماع فيدرالية كبرى لهيئة محلفين بتهم موجهة إلى Arlo Looking Cloud و John Graham بتهمة قتل آنا ماي أكواش. تم استدعاء بروس إليسون ، محامي ليونارد بلتيير منذ السبعينيات ، واستدعى حقوقه في التعديل الخامس ضد تجريم الذات ، ورفض الإدلاء بشهادته. كما رفض الإدلاء بشهادته ، على نفس الأسس ، في محاكمة Looking Cloud في عام 2004. خلال المحاكمة ، عين المدعي الفيدرالي إليسون كمتآمر مشارك في قضية أكواش. قال الشهود إن إليسون شاركت في استجواب أكواش حول كونها مخبرة في مكتب التحقيقات الفيدرالي في 11 ديسمبر 1975 ، قبل وقت قصير من مقتلها.
في فبراير / شباط 2004 ، حوكم فريتز أرلو لوكينج كلاود ، وهو من قبيلة Oglala Sioux ، وأدين بقتل Aquash. في محاكمة Look Cloud ، جادل الادعاء بأن اشتباه AIM في Aquash نابع من سماعها بلتيير تعترف بقتل عملاء مكتب التحقيقات الفيدرالي. شهدت دارلين "كاموك" نيكولز ، الزوجة السابقة لزعيم AIM دينيس بانكس ، أنه في أواخر عام 1975 ، أبلغ بلتيير عن إطلاق النار على عملاء مكتب التحقيقات الفيدرالي. كان يتحدث إلى مجموعة صغيرة من نشطاء AIM الذين كانوا هاربين من إنفاذ القانون. وكان من بينهم نيكولز ، وأختها بيرني نيكولز (لاحقًا لافرتي) ، وزوج نيكولز دينيس بانكس ، وأكواش ، من بين عدة أشخاص آخرين. شهد نيكولز أن بلتيير قال ، "كان اللعين يتوسل من أجل حياته ، لكنني أطلقت عليه النار على أي حال". أعطى بيرني نيكولز لافرتي نفس الرواية عن بيان بلتيير. في ذلك الوقت ، كان الجميع يفرون من تطبيق القانون بعد تبادل إطلاق النار بين ريدج.
في وقت سابق من عام 1975 ، تم الكشف عن عضو AIM دوغلاس دورهام ليكون عميلًا سريًا لمكتب التحقيقات الفيدرالي وتم فصله من المنظمة. كان قادة AIM يخشون التسلل. شهد شهود آخرون أنه عندما اشتبه في أن أكواش كانت مخبرة ، استجوبتها بلتيير وهي تحمل مسدسًا على رأسها. قيل إن بلتيير وديفيد هيل شاركا أكواش في صنع القنابل بحيث تكون بصمات أصابعها على القنابل. زعم المدعون في وثائق المحكمة أن الثلاثي زرع هذه القنابل في محطتين لتوليد الطاقة في محمية باين ريدج الهندية في يوم كولومبوس عام 1975.
خلال المحاكمة ، أقرت نيكولز بتلقي 42000 دولار من مكتب التحقيقات الفيدرالي فيما يتعلق بتعاونها في القضية. قالت إنه كان تعويضًا عن نفقات السفر لجمع الأدلة ونفقات الانتقال بعيدًا عن زوجها السابق دينيس بانكس ، الذي كانت تخشى منه لأنها ورطته كشاهد. زعمت بلتيير أن كاموك نيكولز ارتكبت الحنث باليمين بشهادتها.
لم يتم فتح أي تحقيق في شهادة كاموك نيكولز التي تزوجت الآن من رئيس مكتب التحقيقات الفيدرالي السابق وتعيش تحت اسم دارلين إيكوفي. أثناء محاكمة Looking Cloud ، اعترف السيد Lawrence L. Piersol بالشهادة بالبيان التالي: "الشهادة المطلوبة هي إشاعات ، لكنني سأعترف بها لغرض محدود فقط. هذه تعليمات مقيدة. لم يتم قبوله ولا استلامه لحقيقة الأمر المذكور. بمعنى آخر ، ما إذا كانت الإشاعة صحيحة أم لا. يتم تلقيها ببساطة عن ماهية الإشاعة. لذا فهي تقتصر على ماهية الإشاعة ، فهي غير معترف بها لصحة القول فيما إذا كانت الإشاعة صحيحة أم لا ".
في 26 يونيو 2007 ، أمرت المحكمة العليا لكولومبيا البريطانية بتسليم جون جراهام إلى الولايات المتحدة لمحاكمته لدوره المزعوم في مقتل أكواش. في النهاية حوكم من قبل ولاية ساوث داكوتا في عام 2010. أثناء محاكمة جراهام ، قالت دارلين "كاموك" إيكوفي إن بلتيير أخبرها وأكواش أنه قتل عملاء مكتب التحقيقات الفيدرالي في عام 1975. وأدلى إيكوفي بشهادته تحت القسم ، "لقد أمسك (بلتيير) بيده هكذا" ، كما قالت ، مشيرةً بإصبعها كالمسدس ، وقال "إن (كلمة بذيئة) كان يتوسل من أجل حياته لكنني أطلقت عليه النار على أي حال". أدين جراهام بقتل أكواش وحكم عليه بالسجن مدى الحياة.

### السياسة الرئاسية
كان بلتيير مرشحًا عن حزب السلام والحرية في انتخابات عام 2004 لمنصب رئيس الولايات المتحدة . في حين أن العديد من الولايات لديها قوانين تحظر التصويت على نزلاء السجون المدانين بارتكاب جنايات (مين وفيرمونت استثناءات) ،  لا يحظر دستور الولايات المتحدة على المجرمين الذين ينتخبون لشغل مناصب فيدرالية ، بما في ذلك الرئيس. حصل حزب السلام والحرية على وضع الاقتراع لبلتيير فقط في كاليفورنيا. حصل ترشيحه للرئاسة على 27607 أصوات ،  ما يقرب من 0.2٪ من الأصوات في تلك الولاية.
في عام 2020 ، ترشح لمنصب نائب الرئيس غلوريا لا ريفا ، على بطاقة حزب الاشتراكية والتحرير في الحملة الرئاسية . أُجبر على الاستقالة من التذكرة لأسباب صحية في أوائل أغسطس 2020 ، وتم استبداله بسونيل فريمان.

### وثائق مكتب التحقيقات الفدرالي
في 27 فبراير 2006 ، حكم قاضي المحكمة الجزئية الأمريكية ويليام سكريتني أن مكتب التحقيقات الفيدرالي لم يكن مضطرًا إلى الإفراج عن خمسة من 812 وثيقة تتعلق بلتيير واحتُجزت في مكتبهم الميداني في بوفالو. وحكم بأن الوثائق المعينة مستثناة على أساس "الأمن القومي وحماية العميل / المخبر في مكتب التحقيقات الفدرالي". في رأيه ، كتب القاضي سكريتني ، "لم يثبت المدعي وجود سوء نية أو قدم أي دليل يتعارض مع ادعاء (مكتب التحقيقات الفدرالي) أن الإفراج عن هذه الوثائق من شأنه أن يعرض الأمن القومي للخطر أو من شأنه أن يضر بعلاقة هذا البلد مع حكومة أجنبية". وردا على ذلك ، قال مايكل كوزما ، أحد أعضاء فريق دفاع بلتيير ، "نحن نستأنف. إنه لأمر لا يصدق أن الأمر استغرق 254 يومًا لاتخاذ قرار ". قال كوزما كذلك ، "إن الصفحات التي أثار اهتمامنا أكثر من غيرها تدور حول تيليتايب من بوفالو ... وثيقة من ثلاث صفحات يبدو أنها تشير إلى أن مكتب التحقيقات الفدرالي نصح مصدرًا سريًا بعدم الانخراط في سلوك من شأنه المساومة على المحامي- امتياز العميل ". حاول أنصار بلتيير الحصول على أكثر من 100000 صفحة من الوثائق من المكاتب الميدانية لمكتب التحقيقات الفيدرالي ، مدعيا أنه كان يجب تسليم الملفات في وقت محاكمته أو بعد طلب قانون حرية المعلومات (FOIA) الذي تم تقديمه بعد فترة وجيزة.

### ضحية عنف في السجن
في 13 كانون الثاني (يناير) 2009 ، تعرض بلتيير للضرب على أيدي زملائه في سجن الولايات المتحدة ، كنان ، حيث نُقل من يو إس بي لويسبيرج. أُعيد إلى لويسبورغ ، حيث مكث حتى خريف عام 2011 ، عندما نُقل إلى سجن فيدرالي في فلوريدا. اعتبارًا من عام 2016 ، يقع ليونارد بلتيير في مجمع كولمان الفيدرالي الإصلاحي في كولمان ، فلوريدا .

## في الثقافة الشعبية

### كتب
- Matthiessen، Peter (1983). In the spirit of Crazy Horse. New York: Viking Press. ISBN:0-670-39702-4. OCLC:8475580.

تماثيل
في عام 2016 ، رسم الفنان ريغو 23 تمثالًا لبيلتيير ، استنادًا إلى صورة شخصية قام بها في السجن ، وتم تثبيته على أرض الجامعة الأمريكية في واشنطن العاصمة. بعد أن تلقت الجامعة شكاوى من اتحاد وكلاء مكتب التحقيقات الفيدرالي ، تمت إزالة التمثال ونقله إلى المتحف الرئيسي في لوس أنجلوس .

### أفلام
- حادثة في Oglala: The Leonard Peltier Story (1992) هو فيلم وثائقي لمايكل مناسب عن بلتيير ورواه روبرت ريدفورد . يجادل الفيلم لصالح التأكيد على أن محاكمة الحكومة لبلتيير كانت غير عادلة وذات دوافع سياسية.
- فيلم Thunderheart (1992) هو فيلم خيالي من تأليف Michael Apted ، ويستند جزئيًا إلى حالة Peltier ولكن دون التظاهر بالدقة.
- فيلم Warrior ، The Life of Leonard Peltier (1992) هو فيلم وثائقي طويل عن حياة بلتيير ، والحركة الأمريكية الهندية ، ومحاكمته من إخراج Suzie Baer . يجادل الفيلم بأن محاكمة الحكومة لبلتيير كانت غير عادلة وبدافع من مصالح الطاقة المربحة للغاية في المنطقة.[97]

### الموسيقى
- لأصدر معرض سالاماندر المجاني أغنية "Undestroyed" في 13 ديسمبر 2016. كلمات مستمدة حرفيًا تقريبًا من كتاب بلتيير ، كتابات السجن: حياتي هي رقصتي .[98]
- أصدر ليتل ستيفن أغنية "ليونارد بلتيير" في ألبومه ثورة 1989. تناقش الأغنية قضية بلتيير ونضال الأمريكيين الأصليين.
- قامت فرقة The Indigo Girls بترويج أغنية بافي سانت ماري ، "Bury My Heart at Wounded Knee" ، مع غلاف لألبومها الحي 1200 Curfews لعام 1995. تذكر الأغنية بلتيير قائلاً: "الرصاص لا يتطابق مع البندقية".
- ساهم ستة عشر فنانًا كنديًا في Pine Ridge: An Open Letter to Allan Rock - Songs for Leonard Peltier ، وهو قرص مضغوط مفيد صدر في عام 1996 بواسطة What Magazine .[99]
- Toad the Wet Sprocket إشارة بلتيير ، وكذلك الصراع في Pine Ridge و The Wounded Knee massacre ، في أغنيتهم "Crazy Life" في ألبومهم Coil (1997)
- أصدرت Anal Cunt أغنية "Laughing while Lennard Peltier Gets Raped In Prison" كجزء من ألبومها It Just Gets Worse .
- سجلت U2 أغنية "Native Son" عن بلتيير. تمت إعادة صياغته لاحقًا في أغنيتهم الناجحة " Vertigo " [100] في ألبومهم How to Dismantle an Atomic Bomb (2004). بعد خمس سنوات ، تم إصدار "Native Son" في ألبومهم الرقمي Unreleased و Rare (2009).
- كان Bring Leonard Peltier Home في عام 2012 حفلة موسيقية أقيمت في مسرح بيكون في مدينة نيويورك. شارك في الحفل بيت سيجر ، وهاري بيلافونتي ، وجاكسون براون ، وكومون ، وموس ديف ، ومايكل مور ، وداني جلوفر ، وروبن "إعصار" كارتر ، وبروس كوكبيرن ، ومارجو ثندربيرد ، وسيلنت بير ، وبيل ميلر ، إلخ. ليونارد بلتيير.[101]
- في عام 2015 ، أصدرت سارة ماير ، العضوة سابقًا في فرقة Velveteen Dream ، غلافًا لأغنية Crazy Life لفرقة Toad the Wet Sprocket من ألبومها Coil لعام 1997 ، والذي يسأل ، "ماذا فعلت مع بلتيير؟" تحتوي أغنية SoundCloud المنفردة على صورة Sacheen Littlefeather ، ناشط الحقوق المدنية الأمريكي الأصلي الذي عمل كوكيل لمارلون براندو عندما حصل على جائزة الأوسكار لعام 1973 لأفضل ممثل عن دور البطولة في فيلم The Godfather . شارك براندو في AIM مع Peltier خلال أوائل السبعينيات وطلب مساعدة Littlefeather في عام 1973 للاحتجاج على المواجهة المستمرة في حادث الركبة المصابة .[102]
- يُظهر مقطع فيديو فيلم Rage Against The Machine's 1994 " الحرية " لقطات للقضية وينتهي بصورة بلتيير في السجن وعبارة "لم تتحقق العدالة".[103][104]
- "التضحية" من كونتاكت من Underworld of Redboy ، التسجيل الموسيقي لعام 1998 بواسطة روبي روبرتسون (سابقًا من The Band ) ، يتميز بالتسجيلات الصوتية لـ Peltier طوال الأغنية ، وتحيط به اللحن والغناء. تنتهي الأغنية بقول بلتيير وحده ، "لقد ذهبت بعيدًا جدًا الآن لبدء التراجع. أنا لا أستسلم. لن أتخلى عن الإرادة حتى يتحرر شعبي ، وإذا اضطررت للتضحية بالمزيد ، فأنا أضحي بالمزيد ".
- أطلق المغني الفرنسي رينو أغنية بعنوان "أغنية ليونارد" في ألبومه عام 2006 Rouge Sang . وهو يدعم حقوق بلتيير والأمريكيين الأصليين ، ويقارن في كلماته تأسيس أمريكا بإجراء ما يعادل الهولوكوست ضد الأمريكيين الأصليين. [ بحاجة لمصدر ]
- ذكر ثلاثي الهيب هوب البديل The Goats بلتيير عدة مرات في ألبومهم الأول عام 1992 Tricks of the Shade : في مسار بعنوان "Leonard Peltier in a Cage" وفي أغنية "Do the Digs Dug" (التي تذكر أيضًا الناشطة Annie Mae أكواش - كلمات تشير إليهم هي "ليونارد بيلتيير ليونارد بلتيير من دا الجحيم هذا ، لماذا يجب أن تهتم f ***؟ في السجن ، في السجن ، في السجن مثل التاجر F *** ، يقول جورج بوش إن قميص القميص الخاص بي من فضلك ، أرجوك ، أطلق سراح ليونارد ب. لأنك قضت على عرقه مثل مستعمرة النمل Whatcha التي تخاف منها ، آني ماي أكواش؟ وجدتها ملقاة في الخندق بلا مكان لمشاهدة " [105] )
- أصدر المغني الشعبي نيك جونو أغنية "ليونارد بلتيير لا يزال يخدم الوقت" في عام 2022.
- أفاد جوزيف كوري أن الكلمات الأخيرة لوالده ، مالكولم ماكلارين (1946-2010) ، كانت "حرر ليونارد بلتيير".[106]

## أنظر أيضا
- قائمة مذكرات السجناء السياسيين
- قائمة بأطول عقوبة سجن
- الفئة: نشطاء الأمريكيين الأصليين
- لابو لابو
- عمر المختار
- تشينو روسيس